# 科洛季洛夫卡农村居民点
科洛季洛夫卡农村居民点（俄语：Колотиловское сельское поселение）是俄罗斯联邦别尔哥罗德州红亚鲁加区所属的一个农村居民点。其下辖有6个居民点，行政中心为科洛季洛夫卡。据2016年统计，该农村居民点的人口为1049人。